# Municipio de Ellsworth (condado de Hamilton)
El municipio de Ellsworth (en inglés: Ellsworth Township) es un municipio ubicado en el condado de Hamilton en el estado estadounidense de Iowa. En el año 2010 tenía una población de 516 habitantes y una densidad poblacional de 5,55 personas por km².

## Geografía
El municipio de Ellsworth se encuentra ubicado en las coordenadas 42°14′55″N 93°39′1″O / 42.24861, -93.65028. Según la Oficina del Censo de los Estados Unidos, el municipio tiene una superficie total de 93.05 km², de la cual 92,01 km² corresponden a tierra firme y (1,11 %) 1,04 km² es agua.

## Demografía
Según el censo de 2010, había 516 personas residiendo en el municipio de Ellsworth. La densidad de población era de 5,55 hab./km². De los 516 habitantes, el municipio de Ellsworth estaba compuesto por el 99,22 % blancos, el 0,39 % eran asiáticos y el 0,39 % eran de una mezcla de razas. Del total de la población el 0 % eran hispanos o latinos de cualquier raza.